# Sukadana (Ciawigebang)
Sukadana is een bestuurslaag in het regentschap Kuningan van de provincie West-Java, Indonesië. Sukadana telt 3328 inwoners (volkstelling 2010).